# Suore della carità di Ottawa
Le suore della carità di Ottawa, dette suore grigie della Croce (in francese Sœurs de la Charité d'Ottawa), sono un istituto religioso femminile di diritto pontificio: le suore di questa congregazione pospongono al loro nome la sigla S.C.O.

## Storia
Nel 1844 Pierre-Adrien Telmon, superiore degli oblati di Maria Immacolata in Canada, e Patrice Phelan, vescovo coadiutore di Kingston, chiesero alle suore della carità di Montréal di inviare a Bytown (l'odierna Ottawa) delle religiose per curare l'educazione cattolica della gioventù e l'assistenza degli infermi: la congregazione della d'Youville mandò una comunità di quattro suore guidata da Élisabeth Bruyère (1818-1876). Il 20 febbraio 1845 il ramo di Ottawa venne reso autonomo da quello di Montréal e diede origine a una nuova congregazione.
L'istituto ricevette il pontificio decreto di lode il 5 marzo 1985 e venne approvato definitivamente dalla Santa Sede il 27 gennaio 1889.

## Attività e diffusione
Le suore della carità si occupano dell'istruzione della gioventù e dell'assistenza ai malati.
Sono presenti in America (Brasile, Canada, Haiti, Stati Uniti d'America), in Africa (Camerun, Lesotho, Malawi, Sudafrica, Zambia) e in Giappone: la sede generalizia è a Ottawa.
Al 31 dicembre 2005 l'istituto contava 716 religiose in 81 case.